# Jean Halgrin
Jean Halgrin, auch Johannes Algrinus oder Jean Halgrin d’Abbeville, OSBClun (* um 1180 in Abbeville; † 28. September 1237 in Rom, Kirchenstaat) war ein französischer Schriftsteller, Diplomat und Kardinal.

## Leben
Jean Halgrin wurde 1180 in Abbeville geboren. Er war Sohn von Gui (oder Guillaume) de Abbeville und Ide de Boubers. Er wird auch als Jean d’Abbeville aufgeführt. 
Er trat in die Abtei Cluny ein. Er besuchte die Faculté de théologie de Paris. Unter anderem studierte dort bei Ugolino dei conti di Segni, dem späteren Gregor IX. Er wurde Professor für Theologie an der Universität Paris, Prior von Saint-Pierre d’ Abbeville, Kanoniker von Saint-Vulfran in Abbeville und Kanoniker und Dekan des Kapitels von Amiens. Im März 1225 wurde er zum Erzbischof von Besançon gewählt. Am 19. Oktober 1225 weihte Kardinal Romano Bonaventura, päpstlicher Legat in Frankreich, ihn in Reims zum Bischof. Am 23. Dezember 1226 wurde er zum Lateinischen Patriarchen von Konstantinopel ernannt, nahm die Ernennung jedoch, wahrscheinlich aus gesundheitlichen Gründen, nicht an. 
Papst Gregor IX. ernannt ihn am 18. September 1227 zum Kardinalbischof von Sabina. Zwischen 1229 und 1230 war er apostolischer Legat in Spanien, um dort für den Kreuzzug gegen die Sarazenen zu werben. Dort traf er Raimundo de Peñafort, den späteren Heiligen. Ab 1230 war er zusammen mit Kardinal Tommaso da Capua Legat bei Kaiser Friedrich II., um dort für Frieden zu werben. Sie handelten den Vertrag von San Germano aus, der einen Krieg mit dem Papst  beendet. Als Pelagius Galvani im Jahr 1230 starb, wurde er wahrscheinlich Dekan des Kardinalskollegiums. Zwischen 1230 und 1233 diente Johannes bei der römischen Kurie. Im Jahr 1234 wurden er und Kardinal Peter von Capua erneut auf diplomatischer Mission zu Friedrich II. geschickt. 
Er war Autor von vier Predigtwerken und der in Paris erschienenen Abhandlung Expositio in Cantica canticorum. 